# L'Intégrale des EP Vogue
Albums de Jacques Dutronc
Best of Jacques Dutronc 3 CD
(2009) Et Vous, Et Vous, Et Vous
(2010)
L'intégrale des EP Vogue est une compilation sortie en 2009 qui reprend l'intégralité des EPs publiés par Jacques Dutronc sur le label Vogue.

## Réception
Selon l'édition française du magazine Rolling Stone, cet album est le 16e meilleur album de rock français.

## Liste des pistes

### EP1
| 1. | Et moi, et moi, et moi                   | 2:52 |
| 2. | J'ai mis un tigre dans ma guitare        | 2:17 |
| 3. | Mini, mini, mini                         | 1:52 |
| 4. | Les gens sont fous, les temps sont flous | 2:58 |

### EP2
| 1. | Les Playboys                         | 3:06 |
| 2. | Sur une nappe de restaurant          | 2:10 |
| 3. | On nous cache tout, on nous dit rien | 2:32 |
| 4. | La fille du père Noël                | 2:34 |

### EP3
| 1. | Les Cactus           | 2:38 |
| 2. | La Compapadé         | 3:16 |
| 3. | L'Opération          | 3:07 |
| 4. | L'Espace d'une fille | 2:43 |

### EP4
| 1. | L'idole                        | 2:41 |
| 2. | Les petites annonces           | 2:44 |
| 3. | J'aime les filles              | 2:57 |
| 4. | J'ai tout lu, tout vu, tout bu | 1:36 |

### EP5
| 1. | La Publicité           | 2:21 |
| 2. | Les Rois de la réforme | 2:25 |
| 3. | Le plus difficile      | 2:42 |
| 4. | Hippie Hippie Hourrah  | 3:10 |

### EP6
| 1. | Il est cinq heures, Paris s'éveille | 3:47 |
| 2. | L'Augmentation                      | 2:31 |
| 3. | Comment elles dorment               | 3:09 |
| 4. | Fais pas ci fais pas ça             | 1:40 |

### EP7
| 1. | Le Courrier du cœur      | 2:07 |
| 2. | Ça prend, ça n'prend pas | 3:20 |
| 3. | La Métaphore             | 3:18 |
| 4. | Les Métamorphoses        | 2:25 |

### EP8
| 1. | L'Opportuniste                                | 2:40 |
| 2. | La Leçon de gymnastique du professeur Dutronc | 1:47 |
| 3. | Amour toujours tendresse caresse              | 2:02 |
| 4. | Transes-dimanche                              | 2:05 |

### EP9
| 1. | À tout berzingue  | 1:41 |
| 2. | Le Roi de la fête | 3:42 |
| 3. | Proverbes         | 4:16 |
| 4. | Le Mythofemme     | 1:27 |

### EP10
| 1. | La Seine        | 2:24 |
| 2. | Je suis content | 2:33 |
| 3. | La Solitude     | 3:21 |
| 4. | Les Vangauguins | 1:56 |

### EP11
| 1. | Laquelle des deux est la plus snob | 2:29 |
| 2. | Les Femmes des autres              | 3:09 |
| 3. | L'Aventurier                       | 2:28 |
| 4. | Le Responsable                     | 2:31 |

### EP12
| 1. | L'Hôtesse de l'air             | 3:11 |
| 2. | La Paresse                     | 2:29 |
| 3. | Où est-il l'ami Pierrot        | 3:08 |
| 4. | L'amour est le moteur du monde | 2:14 |

### EP13
| 1. | À la vie, à l'amour                | 2:29 |
| 2. | Ma poule n'a plus que 29 poulets   | 3:15 |
| 3. | Restons français, soyons gaulois   | 3:01 |
| 4. | Elle m'a dit non, elle m'a dit oui | 1:47 |